# Brion, Yonne
Brion là một xã của Pháp,tọa lạc ở tỉnh Yonne trong vùng Bourgogne. 
Các đô thị giáp ranh: 
- Bussy-en-Othe: 6 km
- Joigny: 7 km
- Migennes: 5 km

## Hành chính
| Danh sách các thị trưởng               |           |               |      |         |
| Giai đoạn                              | Giai đoạn | Tên           | Đảng | Tư cách |
| tháng 3 năm 2001                       |           | Pascal Bureau |      |         |
| Tất cả các dữ liệu trước đây không rõ. |           |               |      |         |

## Thông tin nhân khẩu
| Năm | 1962 | 1968 | 1975 | 1982 | 1990 | 1999 |
| --- | ---- | ---- | ---- | ---- | ---- | ---- |
| Dân số | 316  | 360  | 421  | 499  | 533  | 600  |
| From the year 1962 on: No double counting—residents of multiple communes (e.g. students and military personnel) are counted only once. |      |      |      |      |      |      |

## Người dân nổi tiếng
- Aurélie Névot
- Alexander Schnell